# David Bellion
David Bellion (* 27. November 1982 in Paris) ist ein französischer ehemaliger Fußballspieler.

## Karriere

### Verein
Bellion kommt wie viele französische Spieler aus der Jugendakademie des AS Cannes. Nach nur einer Saison wechselte er in die englische Premier League zum FC Sunderland. Dort debütierte er am 22. August 2001 gegen den FC Fulham. In seiner ersten Spielzeit konnte er nicht treffen, in der Saison 2002/03 schoss er dann sein erstes Tor in England in der Partie gegen Aston Villa. Als großes Talent gehandelt, wurde er nach der Saison von Manchester United verpflichtet. Dort konnte er sich jedoch aufgrund der hohen Konkurrenz nicht durchsetzen und wurde 2005 an West Ham United verliehen. 
Bei den "Hammers" blieb er in acht Partien erfolglos und kehrte zur Halbzeit der Saison nach Manchester zurück. ManU hatte allerdings kein Verwenden mehr für den Stürmer, der für das nächste halbe Jahr an den OGC Nizza in seine Heimat verliehen wurde. In Frankreich kam er besser zurecht und wurde im Sommer 2006 fest von den Rot-Schwarzen verpflichtet. Nach einer durchschnittlichen Saison in der Ligue 1 (8 Tore in 30 Spielen) holte ihn der Traditionsklub Girondins Bordeaux für 4,5 Millionen Euro. In die Spielzeit 2007/08 startete er hervorragend, indem er acht Tore in zwölf Partien schoss. Die nachfolgenden Partien liefen nicht mehr so gut und er konnte nur noch vier weitere Treffer in dieser Spielzeit erzielen. Am Ende wurde er Vize-Meister mit den Blauen. In der folgenden Spielzeit 2008/09 wurde Bellion erstmals französischer Meister und gewann darüber hinaus den Ligapokal (Coupe de la Ligue) mit Girondins Bordeaux.
Als er in der Saison 2010/11 seinen Stammplatz verlor, wechselte er schließlich im Januar 2011 auf Leihbasis für ein halbes Jahr zum Ligakonkurrenten und seinem ehemaligen Arbeitgeber OGC Nizza. 

### Nationalmannschaft
Zwischen 2002 und 2003 absolvierte er vier Spiele für die französische U-21-Auswahl.

### Erfolge
- Spieler des Monats der Ligue 1: August 2007